# The Coquette's Suitors
The Coquette's Suitors è un cortometraggio del 1910 diretto da Harry Solter.

## Produzione
Il film fu prodotto dall'Independent Moving Pictures Co. of America (IMP).

## Distribuzione
Il film - un cortometraggio di una bobina - uscì nelle sale statunitensi il 31 gennaio 1910, distribuito dall'Independent Moving Pictures Co. of America (IMP).